# Kapelle Alertshausen

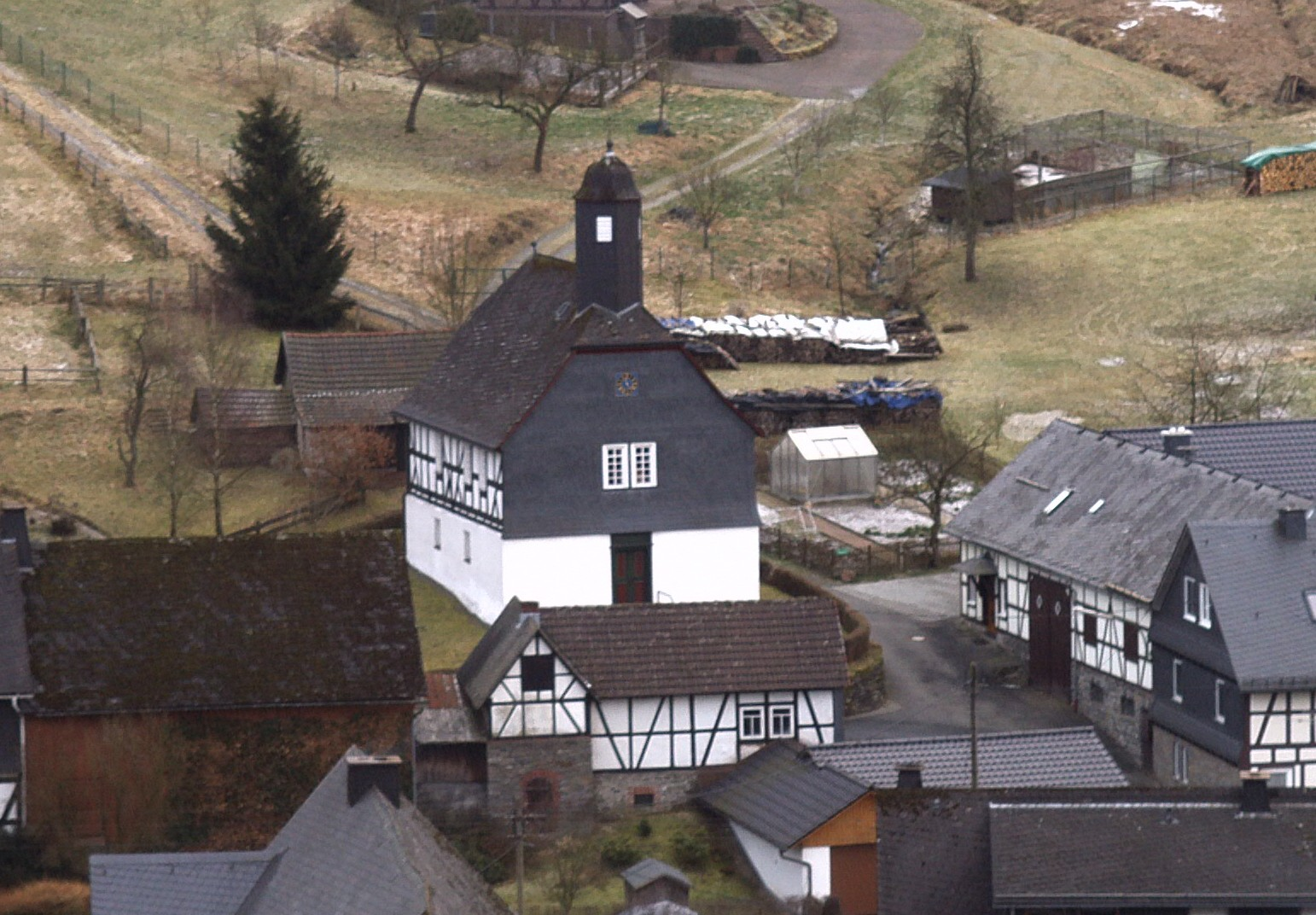
Kapelle Alertshausen

Die Kapelle Alertshausen ist eine denkmalgeschützte Kirche in Alertshausen, einem Gemeindeteil von Bad Berleburg im Kreis Siegen-Wittgenstein in Nordrhein-Westfalen. Sie gehört zur Lukas-Kirchengemeinde im Elsoff- und Edertal im Kirchenkreis Siegen-Wittgenstein der Evangelischen Kirche von Westfalen.

## Beschreibung
Die Saalkirche, die am 24. Oktober 1802 eingeweiht wurde, besteht aus einem Langhaus aus verputzten Bruchsteinen im Erdgeschoss und einem Obergeschoss aus Holzfachwerk. Aus dem Krüppelwalmdach erhebt sich ein polygonaler Dachreiter, der mit einer Glockenhaube bedeckt ist. Im Glockenstuhl hängt eine Kirchenglocke.
Der Innenraum, der Emporen an allen vier Seiten hat, ist mit einer Flachdecke überspannt. Die Kanzel steht hinter dem Altar.